# Bolaji Badejo
Bolaji Badejo – urodzony w Nigerii odtwórca tytułowej roli w filmie Ridleya Scotta Obcy – ósmy pasażer Nostromo z 1979. Badejo studiował sztukę użytkową w Londynie, gdzie w jednym z barów wypatrzył go reżyser filmu i zaproponował mu rolę. Powodem były warunki fizyczne Nigeryjczyka: Badejo miał 2,08 m wzrostu. Należał do plemienia Jorubów, poza rolą w filmie Scotta nie zagrał w żadnym innym obrazie.